# Bulbophyllum debrincatiae
Bulbophyllum debrincatiae är en orkidéart som beskrevs av Jaap J. Vermeulen. Bulbophyllum debrincatiae ingår i släktet Bulbophyllum och familjen orkidéer.
Artens utbredningsområde är Filippinerna. Inga underarter finns listade i Catalogue of Life.